# Johnson Spur
Der Johnson Spur ist ein Felssporn 10 km südsüdöstlich des Taylor Spur in den Doyran Heights auf der Ostseite der Sentinel Range des Ellsworthgebirges im westantarktischen Ellsworthland.
Der United States Geological Survey kartierte ihn anhand eigener Vermessungen und mithilfe von Luftaufnahmen der United States Navy zwischen 1957 und 1959. Das Advisory Committee on Antarctic Names benannte ihn 1961 nach dem US-amerikanischen Meteorologen William Floyd Johnson (1922–2007), der 1957 auf der Südpolstation tätig war.